# 中国共产党湖南省纪律检查委员会
中国共产党湖南省纪律检查委员会和湖南省监察委员会合署办公，履行中共的纪律检查和政府行政监察两种职能，对中央纪委、监察部和省委、省人民政府负责。

## 中国共产党湖南省第十一届纪律检查委员会组成人员
- 书记：傅　奎（－2021年1月）、王双全（2021年5月－）
- 副书记：许显辉（－2017年8月）、李宗文（－2019年11月）、程纪龙、张建平（2018年1月－）、许忠建（2019年11月－2022年4月）、蔡亭英（2020年11月－）
- 常务委员会委员：傅　奎（－2021年1月）、许显辉（－2017年8月）、李宗文（－2019年11月）、程纪龙、张建平、王前良、刘显泽、蔡亭英、刘文杰（女）、王洪斌（－2018年7月）、黄立峰（女，2018年1月－）、罗智斌（2019年2月－）、许忠建（2019年11月－）、王双全（2021年5月－）[3]
- 委员（54名，以姓名笔画为序）[4]
  - 马天禄
  - 王汉青
  - 王运柏
  - 王芳柏
  - 王前良
  - 王洪斌
  - 王鹰柏
  - 卞鹰
  - 文志强
  - 邓广雁
  - 邓为民
  - 邓建华
  - 石建国（苗族）
  - 包昌林
  - 朱必达
  - 朱映红
  - 邬文生
  - 刘文杰（女）
  - 刘伟志
  - 刘泽友
  - 刘显泽
  - 刘越高
  - 许显辉
  - 李军
  - 李挚
  - 李超
  - 李永军
  - 李宗文
  - 杨永
  - 杨勇权
  - 肖玲玲（女）
  - 张飞跃
  - 张建平
  - 张晓菊（女）
  - 陈宏忠
  - 陈恢清
  - 罗懿
  - 周晓理
  - 赵强（土家族）
  - 胡卫兵
  - 袁友方
  - 袁美南
  - 徐勇
  - 黄立峰（女）
  - 曹世凯（土家族）
  - 龚小波
  - 彭宏伟（女）
  - 程纪龙
  - 傅　奎
  - 曾海平
  - 谢宏有
  - 赖馨正
  - 蔡亭英
  - 熊晓强

## 中国共产党湖南省第十二届纪律检查委员会组成人员
- 书记：王双全（－2025年5月）、魏建锋（2025年5月－）
- 副书记：许忠建（－2022年4月）、程纪龙、张建平、蔡亭英
- 常务委员会委员：王双全（－2025年5月）、许忠建（－2022年4月）、程纪龙、张建平、蔡亭英、黄立峰（女）、罗智斌、熊文辉（－2022年1月）、刘泽友、樊凤鸣（土家族）、罗国宇、廖国红（2022年1月－）

## 内设机构
1. 办公厅
2. 监察综合室
3. 预防腐败室
4. 调研法规室
5. 监督检查室
6. 党风廉政建设室
7. 执法监察室
8. 行政效能监察室
9. 案件监督管理室
10. 纪检监察一室
11. 纪检监察二室
12. 纪检监察三室
13. 纪检监察四室
14. 案件审理室
15. 信访室（加挂举报中心牌子）
16. 宣传教育室
17. 纠风室
18. 干部室
19. 机关党委
20. 离退休人员工作办公室
21. 纪检监察干部培训中心[5]